# 67-ма окрема механізована бригада (Україна)
67-ма окрема механізована бригада (67 ОМБр) — механізоване з'єднання Сухопутних військ Збройних сил України.
Бригада була створена у 2022 році на базі підрозділів ДУК ПС. У 2022 році частина брала участь у Харківському контрнаступі. У 2023 році вела бої під Бахмутом та під Кремінною. У 2024 році брала участь у боях за Часів Яр. З червня 2024 року бійці 67 ОМБр тримали оборону на Лиманському напрямку.
Станом на січень 2025 року бригада виконує завдання на Курському напрямку.

## Історія

### Передумови
У 2014 році Росія почала проти України війну. У відповідь на це рух «Правий сектор» почав створювати добровольчі загони, які отримали назву Добровольчий український корпус «Правий сектор» (ДУК ПС).
Після початку повномасштабного вторгнення Росії в Україну 24 лютого 2022 року ДУК «Правий сектор» оголосив мобілізацію в свої добровольчі підрозділи, які хоч і працювали у взаємодії із командуванням Сил оборони, але не були легалізовані у складі державних силових структур.
З лютого по квітень 2022 року ДУК «Правий сектор» брав участь у боях на східному та південному напрямках, обороні Києва та звільненні 10 населених пунктів у Київській та Чернігівській областях. 9 квітня в бою загинув командир 2-го окремого батальйону ДУК ПС Тарас Бобанич, ім'ям якого згодом назвали 2-й стрілецький батальйон.

### Створення
5 квітня 2022 року в пункті дислокації ДУК спільно з командуванням Збройних Сил України було створено 7-й Центр спеціальних дій ССО «ДУК». До його структури увійшли чотири батальйони «Правого сектора» під команудванням Дмитра Коцюбайла (Да Вінчі), Тараса Бобанича (Хаммера), друга Гонти, друга Кулібіна.
16 квітня 2022 року командир ДУК ПС Андрій Стемпіцький повідомив, що командування корпусу вирішило сформувати окрему військову частину в складі ЗСУ. Мобілізуватися до цієї військової частини можна було через територіальні центри комплектування та соціальної підтримки. Також Андрій Стемпіцький повідомив про можливість переведення колишніх бійців ДУК ПС із інших підрозділів ЗСУ.

### Харківський контрнаступ
У вересні 2022 року 2-й батальйон ДУК взяв участь у Харківському контрнаступі. 5—6 вересня він атакував батальйон 421 МСП 4-ї танкової дивізії у районі Великої Комишувахи. Згодом вибив підрозділи 423 МСП 4 танкової дивізії, котрі почали відхід до Ізюма.
У листопаді 2022 року 7-й Центр спеціальних дій ССО «ДУК» був переформований на 67-му окрему механізовану бригаду «ДУК» у складі Збройних Сил України.

### Бої за Бахмут
4 березня 2023 року президент Володимир Зеленський відзначив успіхи бійців бригади під час оборони Бахмута, які вели бої разом з 56 ОМПБр, 93 ОМБр та 77 ОАеМБр.
7 березня загинув Дмитро Коцюбайло, командир 1-го окремого механізованого батальйону «Вовки Да Вінчі».
У квітні бійці 1-го батальйону «Вовки Да Вінчі» відбили наступ російської ПВК «Вагнер», яка намагалася взяти лісосмугу, що знаходиться за 500 метрів від дороги між Бахмутом та Часовим Яром. Це була остання дорога, яка сполучала основні українські сили з військовими в Бахмуті. Нею захисники міста мали можливість вивозити поранених та перекидати техніку. Через декілька днів бійці батальйону змогли просунутися вперед та зачистити частину лісосмуги, яка вела до цієї дороги.

### Бої за Кремінну
У червні 2023 року бригада брала участь у боях в Серебрянському лісі під Кремінною. Там росіяни намагалися прорвати українську лінію оборони та розвинути свій наступ на втрачене ними восени 2022 року місто Лиман. Одну з ділянок у Серебрянському лісництві утримував 2-й стрілецький батальйон імені Тараса Бобанича.
24 серпня 2023 року президент України Володимир Зеленський вручив 67-й окремій механізованій бригаді бойовий прапор військової частини.
У лютому 2024 року частина штурмового батальйону імені Героя України Дмитра Коцюбайла «Вовки Да Вінчі» 67 ОМБр увійшла до складу 59-ї мотопіхотної бригади їмені Якова Гандзюка. 6 лютого 2024 року Сергій Філімонов повідомив, що він призначений командиром батальйону «Вовки Да Вінчі» у складі 59-ї окремої мотопіхотної бригади. А майор Юрій Капустяк залишився командиром окремого штурмового батальйону імені Героя України Дмитра Коцюбайла у складі 67-ї бригади.

### Бої за Часів Яр
5 квітня 2024 року бригада відбила російський штурм в районі Часового Яру.
На 14 квітня в ході боїв за Часів Яр підрозділи 67-ї бригади втратили позиції на відведеному їм секторі оборони. ДУК ПС того ж дня повідомив, що в бригаді працюють численні комісії, які складають списки бійців, котрі воюють в бригаді з перших днів її створення, а також розпочаті службові розслідування щодо командирів підрозділів бригади. Наступного дня, 15 квітня 2024 року, Командування Сухопутних військ ЗСУ виокремило штурмовий батальйон бригади в окрему військову частину.
На серпень 2024 року 67 ОМБр тримала одну з ділянок на Лиманському напрямку.

### Наступ на Курщині
15 січня 2025 року бригада поділилась кадрами відбиття штурму російських військ, які атакували через кордон із Курської області у напрямку села Журавка Сумської області.
У березні 2025 року бригада продожувала обороняти села Журавку, Новеньке та околиці Басівки в Сумській області.

## Структура

### 2022
Станом на 5 квітня 2022:
- 1-й окремий штурмовий батальйон
- 2-й окремий стрілецький батальйон
- 3-й окремий стрілецький батальйон
- 4-й окремий стрілецький батальйон

### 2025
- 1-й механізований батальйон[38]

- 2-й механізований батальйон «Росомахи»
- 3-й окремий механізований батальйон імені полковника Василя Іванишина[6]
- 2-й окремий стрілецький батальйон імені Тараса Бобанича «Хаммера»[39]
- Добровольчий батальйон ДУК[40]
- артилерійський дивізіон[41]
- батальйон безпілотних систем «Небесна лють»[42]
- Медична рота[43]
- Танковий батальйон[44]
- Підрозділ протиповітряної оборони[45]
- Розвідувальна рота[46]
- Саперний підрозділ[47]
- підрозділи зв’язку, логістики, технічного забезпечення[48]

## Командування
- на 01.2024: полковник Коренюк Роман Михайлович[49][50]
- на 11.2024: підполковник Поляєв Олександр Андрійович[51][52][53]
- на 04.2025: підполковник Шаптала Олександр[54]

## Побут і оснащення
У березні 2023 року бригада отримала партію пікапів Mitsubishi L200 п'ятого покоління від фонду «Повернись живим».
Бронетехніка:
БМП-1, БМП-2, БТР-80, БТР-4 і іноземне озброєння
Танки:
Т-64БВ, Т-72, M-55S (словенська модернізація Т-55, передані 47-ю ОМБр перед початком літнього наступу 2023 року), іноді — західні зразки
Артилерія:
2С1 «Гвоздика», 2С3 «Акація», М777 і РСЗВ
Протитанкові засоби:
Стугна-П, FGM-148 Javelin і NLAW
Також є зенітні установки, ПЗРК, стрілецька зброя і БпЛА

## Традиції

### Символіка
Гасло бригади: «Вогнем і мечем».
На емблемі 67 бригади — щит, оздоблений кантом. У центрі — ніж, з боків — автомати, що своїм розміщенням нагадують форму українського національного символу — тризуба.
В грудні 2024 року бригада отримала нову емблему — білий крилатий меч на червоному щиті.

З грудня 2024-березень 2025
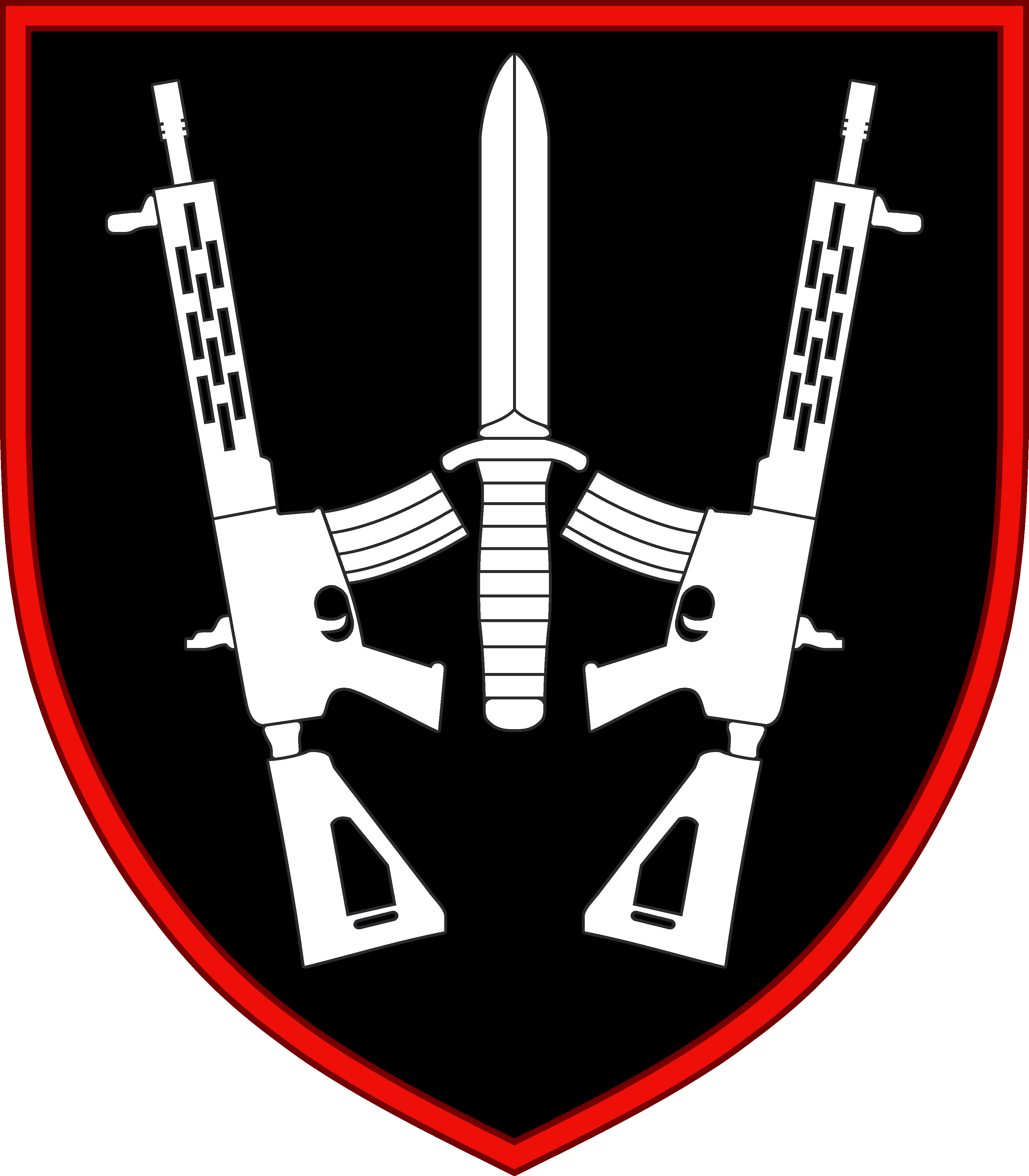
2022—2024 (з квітня 2025 і до нині)

## Вшанування

### Нагороджені
Найвищими державними нагородами відзначені:
- Дмитро Коцюбайло («ДаВінчі») — командир 1-го штумового батальйону. Герой України (2021).
- Тарас Бобанич («Хаммер») — молодший лейтенант, командир батальону. Герой України (2022, посмертно).
- Максим Лях («Фрост») — солдат. Герой України (2023, посмертно).
- Андрій Жованик («Татарин») — лейтенант, командир роти. Герой України (2024, посмертно).
- Михайло Яворський («Чикаґо») — старший солдат. Герой України (2024, посмертно).
- Сергій Коновал («Норд») — лейтенант, командир роти. Герой України (2024, посмертно).